# Teletón El Salvador
La Teletón El Salvador, es una programación especial de concientización transmitida desde 1982, por las cadenas de televisión que operan en El Salvador,  cuyo objetivo es promover la rehabilitación física de personas con discapacidad y fomentar una cultura inclusiva. La Teletón cuenta con el apoyo de la Organización Internacional de Teletones (ORITEL), una organización promotora de ayuda voluntaria que reúne los eventos de Teletón en doce países. 
Tras dichas campañas televisivas, se encuentra la Fundación Teletón. Dicha fundación es una asociación privada sin fines de lucro que, desde 1982, trabaja al servicio de las personas con discapacidad en El Salvador. Presta servicios de rehabilitación integral a niños, jóvenes y adultos con discapacidad física, y afectaciones del sistema neuromusculoesquelético. Nace como una respuesta ante la necesidad de tener centros de rehabilitación integral, para la alta población con discapacidad física de El Salvador, la cual se vio muy afectada debido al conflicto armado que dejó a miles de personas con discapacidades adquiridas. Según la Organización Mundial de la Salud, alrededor de un 15% de la población mundial tiene algún tipo de discapacidad y, una gran proporción de esta población, vive bajo la línea de la pobreza.
Gracias, al apoyo salvadoreño,se han construido seis centros de rehabilitación, de los cuales tres fueron donados al ISRI. Ubicados en San Miguel, Santa Ana y San Salvador. 
La Teletón-El Salvador recauda fondos para mantener tres centros de rehabilitación propios ubicados en: San Vicente, Sonsonate y Merliot, los cuales se dedican a brindar una rehabilitación integral con enfoque bio-psicosocial para apoyar a las personas con discapacidad física de todas las edades. En dichos centros, se presta un servicio de alta calidad a través de un equipo profesional multidisciplinario para dar una atención integral y personalizada a cada usuario y su familia. Se brindan diariamente más de 600 atenciones, trabajando bajo un enfoque biopsicosocial en el que se busca la inclusión de la persona con discapacidad en la sociedad.  
Además, la fundación tiene un principal interés en la formación continua de sus profesionales de rehabilitación, con el objetivo de encontrarse a la vanguardia de los avances a nivel internacional. Con este fin, también invierte en tecnología, poniendo a disposición a las personas,las mejores herramientas para conseguir una rehabilitación exitosa. Entre estas herramientas destaca el uso de instalaciones como laboratorios de marcha, piscinas climatizadas de hidroterapia y el cuartos de estimulación multisensorial, entre otras. 
Dada la calidad de los servicios de rehabilitación, Teletón cuenta con un área de trabajo social que establece las exoneraciones de acuerdo la condición socioeconómica de cada usuario, priorizando la atención de las personas en situación de vulnerabilidad. Por este motivo, durante el año 2018, el 65% de los usuarios recibieron terapias totalmente gratuitas, mientras que la parte restante ofreció una colaboración de acuerdo a sus posibilidades.
El modelo de rehabilitación, de Teletón cuenta con diversos programas que buscan brindar la mayor independencia y autonomía a cada usuario, asesorando a su familia con una consulta inicial que corre a cargo de un médico fisiatra, el cual evalúa al usuario y define el programa de terapias. Dichas terapias a seguir se desarrollan a través del trabajo en equipo de 5 áreas: Terapia física, terapia ocupacional, hidroterapia, terapia del lenguaje y psicología clínica. 
Adicionalmenhe, Teletón cuenta con un programa único en la región de cirugía ortopédica para niños con discapacidad física permanente, el cual es totalmente gratuito. Este programa, es posible gracias a un convenio de cooperación con el Hospital Nacional San Rafael,  mantenido desde el 2011 y gracias al cual, ha permitido la realización de más de 500 cirugías ortopédicas. Durante todos estos esfuerzos, la Teletón busca contribuir con la inclusión de las personas con discapacidad.

## Programas de inclusión
Teletón cumple una importante labor, que se complementa con las labores del Estado a favor de las personas con discapacidad y, a la vez, trabaja en procesos de incidencia en políticas públicas participando en esfuerzos colectivos de las organizaciones del sector. También cuenta con diversas alianzas que nos permiten desarrollar programas de inclusión social como son: 

### Movámonos sin límites
Jornadas de entrega de sillas de ruedas y aditamentos de manera gratuita con lo cual llegó a entregar durante el 2018 más de 1,000 sillas de ruedas y 500 aditamentos. Los tipos de sillas de ruedas que se entregan se definen según las necesidades de los usuarios y este es un programa que se pone a disposición de toda la población salvadoreña con dificultades en su movilidad.

### Inclusión deportiva
Otro programa, es el de inclusión deportiva en el que se promueve el derecho a la participación en espacios recreativos para niños, jóvenes y adultos y, al mismo tiempo, estimular sus habilidades motoras.

### Inclusión educativa
También trabaja en la inclusión educativa por medio de diversos programas como: el programa de alfabetización, los círculos de estudio, el área de Ludoteca y programa PIPO. Los cuales, tienen por objetivo crear un ambiente donde el aprendizaje sea personalizado y divertido.

### Inclusión laboral
Además, cuenta con el programa de inclusión laboral que prepara a los usuarios para integrarse a la vida laboral acompañándolos y asesorándoles sobre la mejor manera de abordar las competencias y habilidades de cada persona con miras a la empleabilidad.

## Transparencia
Teletón El Salvador forma parte de la organización internacional de teletones, ORITEL, que nuclea los 12 países latinoamericanos que instalaron la obra Teletón. Además, cuenta con varios mecanismos que aseguran la transparencia y el buen uso de los resultados: 4 auditorías al año realizadas por Figueroa Jiménez y Asociados, la auditoría de la Corte de Cuentas, la del Ministerio de Salud y la de la Organización Internacional de Teletones. 
El mantenimiento de todos estos programas en los 3 centros de rehabilitación que permiten brindar 140,000 atenciones anuales es posible gracias a la solidaridad del pueblo salvadoreño que apoya en cada evento. 
El evento Teletón, es el principal evento de unidad y solidaridad del país y es una prueba concreta de lo que somos capaces de hacer cuando nos unimos como sociedad. Un espacio para visibilizar la realidad de las personas con discapacidad en el país y sus necesidades promoviendo un enfoque de derechos que los respete como seres humanos. Durante 27 horas de transmisión ininterrumpidas se suman miles de esfuerzos, miles de almas que trabajan sin descanso y que motivan a través de cada historia de vida de nuestros usuarios; ejemplos de superación y fortaleza.

## Medios unidos
El programa es transmitido por los 4 canales de Telecorporación salvadoreña y las más de 125 emisoras de ASDER, la principal cadena de radioemisoras del país.
El 14 y 15 de diciembre de 2018 también fue transmitido por Ágape TV Canal 8, Red Salvadoreña de Medios (Canales 11 y 12), Televisión Oriental Canal 23 de San Miguel y TBB Canal 17. El 22 y 23 de noviembre de 2019 los canales TVES, Televisión Legislativa y Tele1 se sumaron a la transmisión

## Fechas, eslóganes y cifras
Cuando TCS se afilio con la televisora mexicana Televisa, en el 2003 Fernando Laderos presidente de Teletón México tuvo que cambiar el formato del teletón para usar a la de su país México, entre 2003 a 2013.
Entre el 1986 a 1989 se hizo una Teletón para las víctimas del terremoto, también el terremoto del 2001 se realizó una Teletón que se llamaba TELEUNIDOS 20-30 que duro entre 2001 y 2002. 
Luego del 2013 a 2018 usarían el formato de la Teletón del Perú y Japón respectivamente.
En el año 2020, debido a las consecuencias por el nuevo coronavirus, Teletón no tuvo una meta económica, sino que se contabilizaron el número de terapias, las cuales suman más de 160,000 terapias de los diferentes servicios de rehabilitación integral se brindan a más de 7,300 familias. A pesar de no contar con una meta económica definida, no se alcanzó la cantidad necesaria para financiar la totalidad de las 160mil terapias, solamente se recaudó lo necesario para 70,461 terapias ($740,610) siendo así, la primera vez en El Salvador que el evento Teletón no alcanza la meta esperada.
| Año      | Fecha                           | Eslogan                             | Meta                    | Logro       |
| -------- | ------------------------------- | ----------------------------------- | ----------------------- | ----------- |
| 1982     | 10 y 11 de diciembre            | Juntos, Todo es Posible             | ¢1 000 000 +1           | ¢1 551 620  |
| 1983     | noviembre                       | Juntos, Todo es Posible             | ¢1 551, 620 +1          | ¢1 847 571  |
| 1984     | noviembre                       | Juntos, Todo es Posible             | ¢1 847 571 +1           | ¢1 869 910  |
| 1985     | noviembre                       | Juntos, Todo es Posible             | ¢1 869 910 +1           | ¢2 414 606  |
| 1987     | noviembre                       | Juntos, Todo es Posible             | ¢2 414 606 +1           | ¢2 666 807  |
| 1990     | diciembre                       | Porque soy tu amigo, cuenta conmigo | ¢2 666 807 +1           | ¢2 852 718  |
| 1993     | mayo                            | Lo importante está en el corazón    | ¢2 852 718 +1           | ¢4 060 708  |
| 1995     | abril                           | Acerquemos el corazón               | ¢4 060 708 +1           | ¢4 186 810  |
| 1996     | diciembre                       | Juntos, Todo es Posible             | ¢4 186 810 +1           | ¢4 305 087  |
| 1998     | marzo                           | Juntos, Todo es Posible             | ¢4 305 087 +1           | ¢6 300 000  |
| 2003     | 31 de enero y 1 de febrero      | Juntos, Todo es Posible-Vamos a dar | $1 000 000 +1           | $1'235,550  |
| 2004     | 30 y 31 de enero                | Te estamos esperando                | $1 235 550 +1           | $1 405 276  |
| 2005     | 28 y 29 de enero                | Un paso más                         | $1 405 276 +1           | $1 503 279  |
| 2006     | 27 y 28 de enero                | Lo hacemos todos                    | $1 503 279 +1           | $1 510 131  |
| 2007     | 2 y 3 de febrero                | Unidos por el amor                  | $1 510 131 +1           | $1 655 079  |
| 2008     | 1 y 2 de febrero                | Ayudar es amar                      | $1 655 079 +1           | $1 668 525  |
| 2009     | 6 y 7 de febrero                | La Teletón eres tú                  | $1 668 525 +1           | $1 703 101  |
| 2010     | 5 y 6 de febrero                | La Teletón la haces tú              | $1 703 101 +1           | $1 706 726  |
| 2011     | 4 y 5 de febrero                | No hay imposibles                   | $1 706 726 +1           | $1 802 796  |
| 2012     | 3 y 4 de febrero                | Todos somos Teletón                 | $1 802 796 +1           | $1 803 927  |
| 2013     | 1 y 2 de febrero                | Mueve tu corazón                    | $1 803 927 +1           | $1 805 106  |
| 2014     | 16 y 17 de mayo                 | Soy Teletón                         | $1 805 106 +1           | $1 823 210  |
| 2015     | 15 y 16 de mayo                 | Creo en ti                          | $1 823 210 +1           | $1 870 429  |
| 2016     | 19 y 20 de febrero              | Superemos Retos                     | $1 870 429 +1           | $1 875 735  |
| 2017     | 3 y 4 de marzo                  | Pon tu corazón por la Teletón       | $1 875 735 +1           | $1 882 471  |
| 2018 - 1 | 16 y 17 de marzo                | Atrévete a Creer                    | $1 500 000 +1           | $1 505 175  |
| 2018 - 2 | 14 y 15 de diciembre            | Juntos, Todo es Posible             | $1 505 175 +1           | $1 537 526  |
| 2019     | 22 y 23 de noviembre            | Todo lo bueno te regresa            | $1 537 526 +1           | $1 541 765  |
| 2020     | 13 y 14 de noviembre            | Gracias a ti                        | No había meta monetaria | $1 190 080  |
| 2021     | 5 y 6 de noviembre              | Es Cosa de Actitud                  | Sin meta monetaria      | $1 204 783  |
| 2022     | 30 de septiembre y 1 de octubre | Como vos y como yo                  | Sin meta monetaria      | $1 240 068  |
| 2023     | 27 y 28 de octubre              | Depende de Vos                      | $ 1 148 920 +1          | $ 1 153 467 |
| 2024     | 18 y 19 de octubre              | Depende de Vos                      | $ 1 153 467 +1          | $ 1 154 507 |